# Wybory prezydenckie w Salwadorze w 2019 roku
Wybory prezydenckie w Salwadorze – wybory powszechne mające na celu wybór prezydenta Salwadoru przeprowadzone 3 lutego 2019 roku. W wyborach udział wzięło czterech kandydatów: Carlos Calleja (Narodowy Sojusz Republikański), Hugo Martínez (FMLN), Nayib Bukele (GANA) oraz Josué Alvarado. W pierwszej turze z wynikiem 53,1% zwyciężył Nayib Bukele.

## Wyniki
| Kandydat                          | Kandydat                          | Partia                                             | Głosów    | %     |
| --------------------------------- | --------------------------------- | -------------------------------------------------- | --------- | ----- |
|                                   | Nayib Bukele                      | Grand Alliance for National Unity                  | 1.434.856 | 53,10 |
|                                   | Carlos Calleja                    | Narodowy Sojusz Republikański                      | 857.084   | 31,72 |
|                                   | Hugo Martínez                     | Front Wyzwolenia Narodowego im. Farabunda Martíego | 389.289   | 14,41 |
|                                   | Josué Alvarado                    | Vamos                                              | 20.763    | 0,77  |
| Głosy nieważne                    | Głosy nieważne                    | Głosy nieważne                                     | 31,186    | –     |
| Razem                             | Razem                             | Razem                                              | 2,733,178 | 100   |
| Liczba uprawnionych do głosowania | Liczba uprawnionych do głosowania | Liczba uprawnionych do głosowania                  | 5.268.411 | 51,88 |
| Źródło: TSE                       |                                   |                                                    |           |       |